# Белзьке воєводство
50°22′48″ пн. ш. 24°00′41″ сх. д. / 50.3801° пн. ш. 24.0113° сх. д.
Бе́лзьке воєво́дство (лат. Palatinatus Belzensis, пол. Województwo bełskie) — адміністративно-територіальна одиниця Королівства Польського та Корони Польської в Речі Посполитій в 1462–1793 роках. Створене на основі земель Белзького князівства. Входило до складу Малопольської провінції. Належало до регіону Червона Русь. Розташовувалося в південно-західній частині Речі Посполитої, на заході Русі. Головне місто — Белз. Очолювалося белзькими воєводами. Сеймик воєводства збирався у Белзі. Мало представництво із 2 сенаторів у Сенаті Речі Посполитої. Складалося з 4 повітів. Станом на 1793 рік площа воєводства становила 9000 км². Ліквідоване 1795 року під час третього поділу Речі Посполитої. Територія воєводства увійшла до складу Королівства Галичини і Волині Австрійської монархії.

## Положення
Воєводство обіймало регіон Середнього Побужжя (територія басейну Західного Бугу). Площа воєводства становила близько 8900 км², що робило Белзьке воєводство найменшим за площею на українських землях, які опинилися у складі Польського королівства. Площа воєводства становила 166,49 польських квадратних миль (1 польська миля — 7146 м).

## Історія

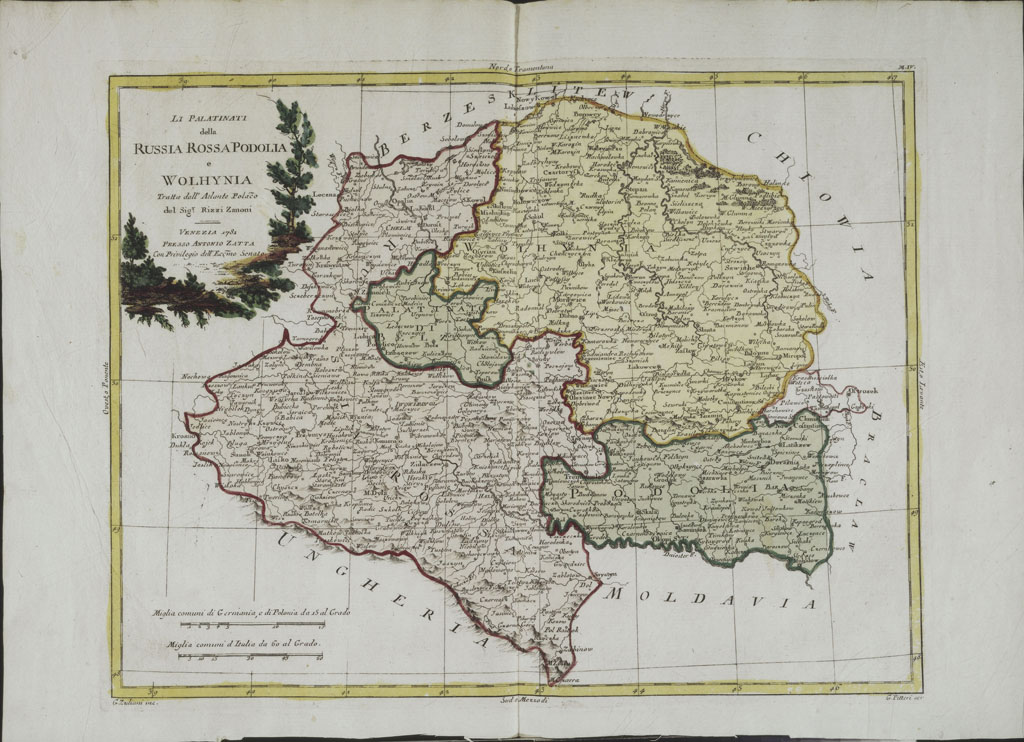
Руське воєводство (зеленим) на мапі Антоніо Затти 1781 року

Белзьке воєводство створене 1462 року з Белзької землі, коли територію колишнього Белзького князівства було включено до Корони Польської.
Воєводство було високорозвинутим регіоном, з XVII столітті у ньому розпочалося товарне виробництво зерна, що спричинило посилення визиску селянства, встановлення чотириденної панщини і загострення соціальних суперечностей. Велике значення для еконого розвитку регіону мала судноплавна річка Західний Буг, яка була важливою торгівельною артерією. У XVI—XVII століттях Белзьке воєводство спустошували періодичні турецько-татарські напади, проте від них воно страждало менше, ніж інші українські землі.
У жовтні — на початку грудня 1648 року, під час повстання під проводом Богдана Хмельницького, Белзьке воєводство зайняло козацьке військо (окрім самого міста Белза і кляштора бернардинців у Сокалі). На чолі з Данилом Виговським козаки вдруге були у Белзщині в жовтні — листопаді 1655 року.
Після першого поділу Речі Посполитої 1772 року більша частина Белзького воєводства відійшла до Габсбурзької Австрії, у складі Польщі залишилася невелика територія із містом Дубенка та прилеглими селами, яка й надалі називалася Белзьким воєводством. Остаточно воєводство ліквідовано 1793 року.

## Адміністративний устрій
Воєводство складалося початково з 4 повітів:
- Белзький повіт
- Буський повіт
- Городельський повіт
- Грабовецький повіт

У XVIII столітті виділений з Белзького ще п'ятий, Любачівський повіт.

## Міста (1578 р.)
- Белз — 420 будинків, 2100 жителів
- Августув — 63 будинки, 315 жителів
- Угнів — 49 будинків, 245 жителів
- Потелич — 133 будинки, 665 жителів
- Любачів — 42 будинки, 210 жителів
- Рахані — 28 будинків, 140 жителів
- Лащів — 11 будинків, 55 жителів
- Тишівці — 84 будинки, 420 жителів
- Варяж — 11 будинків, 55 жителів
- Угринів — 14 будинків, 70 жителів
- Сокаль — 112 будинків, 560 жителів
- Стоянів — 56 будинків, 280 жителів
- Добротвір — 21 будинок, 105 жителів.

## Уряди
На чолі воєводства стояв белзький воєвода.

## Населення
Белзьке воєводство посідало передостаннє місце за чисельністю населення. У воєводстві переважали малі міста. На 1578 р. налічувалось 46032 сільського і 10085 міського населення.
Налічувалось 19 латинських парафій і 178 православних. Були 23 фільварки, 173 млини і 187 корчм. 